# Leccinum holopus
Bolet blanc des marais, Bolet rudes des marais
Espèce
Statut de conservation UICN

 LC  : Préoccupation mineure
Leccinum holopus, le Bolet blanc des marais, est une espèce de champignons (Fungi) basidiomycètes du genre Leccinum dans la famille des Boletaceae. Il est caractérisé par ses teintes blanchâtres, sa chair légèrement rougissante, le bas de son pied parfois teinté de bleu et son habitat dans les milieux humides tels que les marais.

## Taxonomie
Le nom correct complet (avec auteur) de ce taxon est Leccinum holopus (Rostk.) Watling.
L'espèce a été initialement classée dans le genre Boletus sous le basionyme Boletus holopus Rostk..

### Synonymes
Leccinum holopus a pour synonymes
- Boletus chioneus var. aerugineus Fr.
- Boletus holopus var. aerugineus (Fr.) J.Blum
- Boletus holopus Rostk.
- Boletus scaber f. aerugineus Opatowski
- Boletus scaber var. aerugineus (Fr.) Opat.
- Gyroporus albus Pat.
- Krombholzia holopus (Rostk.) Pilát
- Krombholziella americana (A.H.Sm. & Thiers) Šutara
- Krombholziella holopoda (Rostk.) Pil.
- Krombholziella holopus (Rostk.) Šutara
- Krombholziella leucophaea var. holopus (Rostk.) Imler
- Leccinum aerugineum (Fr.) Lannoy & Estadès
- Leccinum holopus f. aerugineum (Fr.) Anon.
- Leccinum holopus f. aerugineum (Fr.) Šutara
- Leccinum holopus f. nucatum (Lannoy & Estadès) A.E.Hills
- Leccinum holopus subsp. americanum A.H.Sm. & Thiers, 1971
- Leccinum holopus subsp. nucatum (Lannoy & Estadès) Klofac, 2007
- Leccinum holopus var. aerugineum (Fr.) Blanco-Dios
- Leccinum holopus var. americanum A.H.Sm. & Thiers
- Leccinum holopus var. majus (Singer) Singer
- Leccinum holopus var. nucatum (Lannoy & Estadès) Klofac
- Leccinum holopus (Rostkovius) Walting.
- Leccinum niveum s.Funga Nordica, 2012
- Leccinum nucatum Lannoy & Estadès
- Leccinum olivaceosum Lannoy & Estadès
- Leccinum scabrum f. olivaceosum (Lannoy & Estadès) A.E.Hills
- Trachypus holopus (Rostk.) Konrad & Maubl.
- Trachypus scaber f. holopus (Rostk.) Romagn.
- Trachypus scaber subsp. holopus (Rostk.) Romagn., 1939
- Trachypus scaber var. holopus (Rostk.) Romagnesi

### Phylogénie
Initialement nommé comme une espèce de Boletus par le mycologue allemand Friedrich Rostkovius en 1844, le champignon a ensuite été transféré dans le genre Leccinum par Roy Watling en 1960.

### Noms vulgaires et vernaculaires
Ce taxon porte en français les noms vernaculaires ou normalisés suivants : Bolet blanc des marais, Bolet blanc de neige, Bolet rude des marais.

## Description du sporophore
Les bolets sont des champignons dont l'hyménophore, constitué de tubes et terminés par des pores, se sépare facilement de la chair du chapeau. Ce chapeau d'abord rond, recouvert d'une cuticule, devient convexe à mesure qu’il vieillit. Ils ont un pied (stipe) central assez épais et une chair compacte. Les caractéristiques morphologiques de L. holopus sont les suivantes :
Son chapeau est de couleur blanche, crème à gris. Parfois avec de légères teintes vertes.
L'hyménophore présente des pores blancs à crème devenant grisâtres.
Son stipe est blanc à blanchâtre, orné de squamules de couleur blanche à gris clair, présentant parfois des colorations bleues à sa base.
La chair est de couleur blanche à crème, parfois un peu rougissante à la coupe, de saveur douce. Elle bleuit parfois faiblement à la base du pied.

### Réactions chimiques
La chair devient verdâtre au Fe et lentement rose au formol.

## Galerie

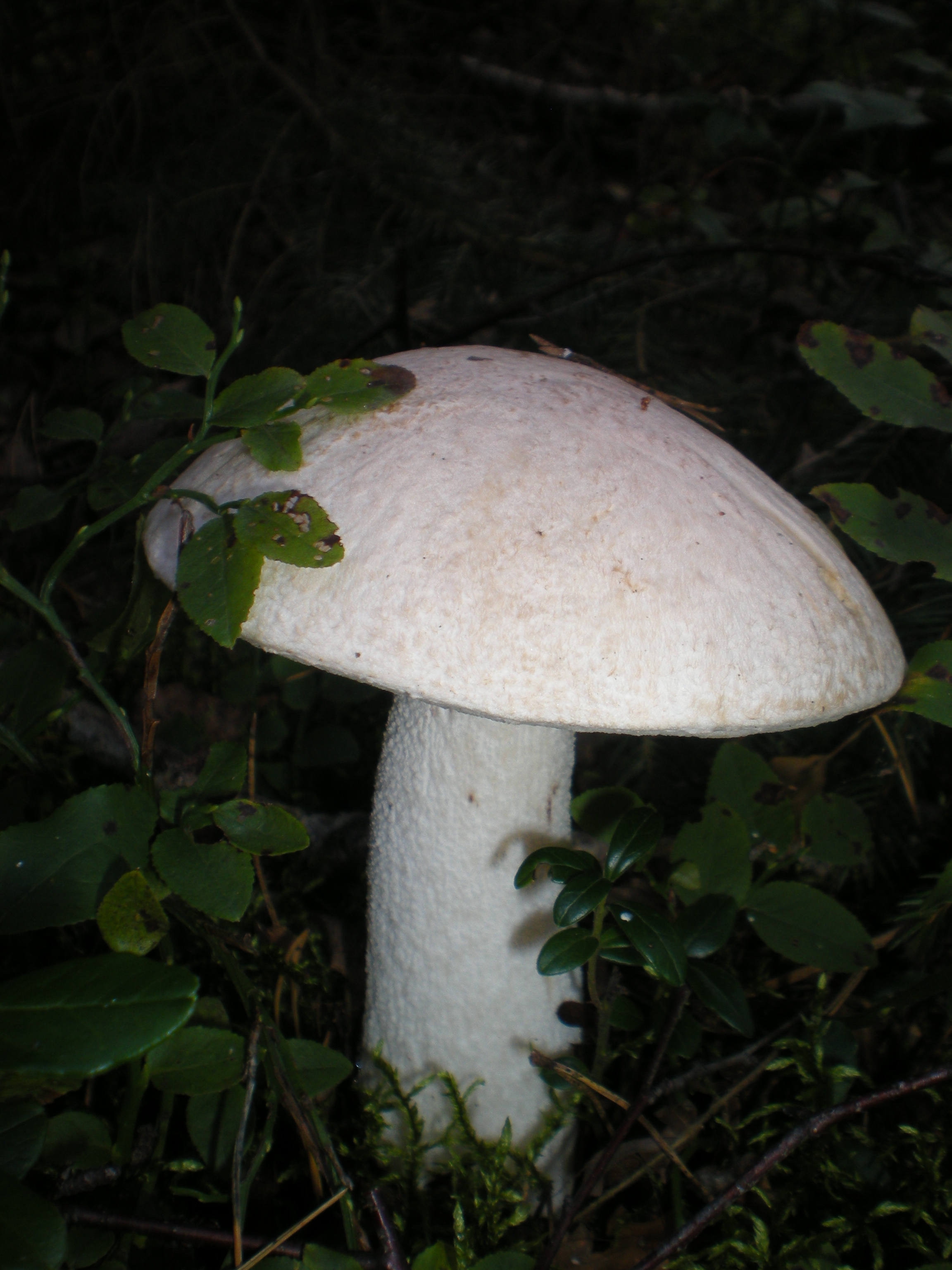
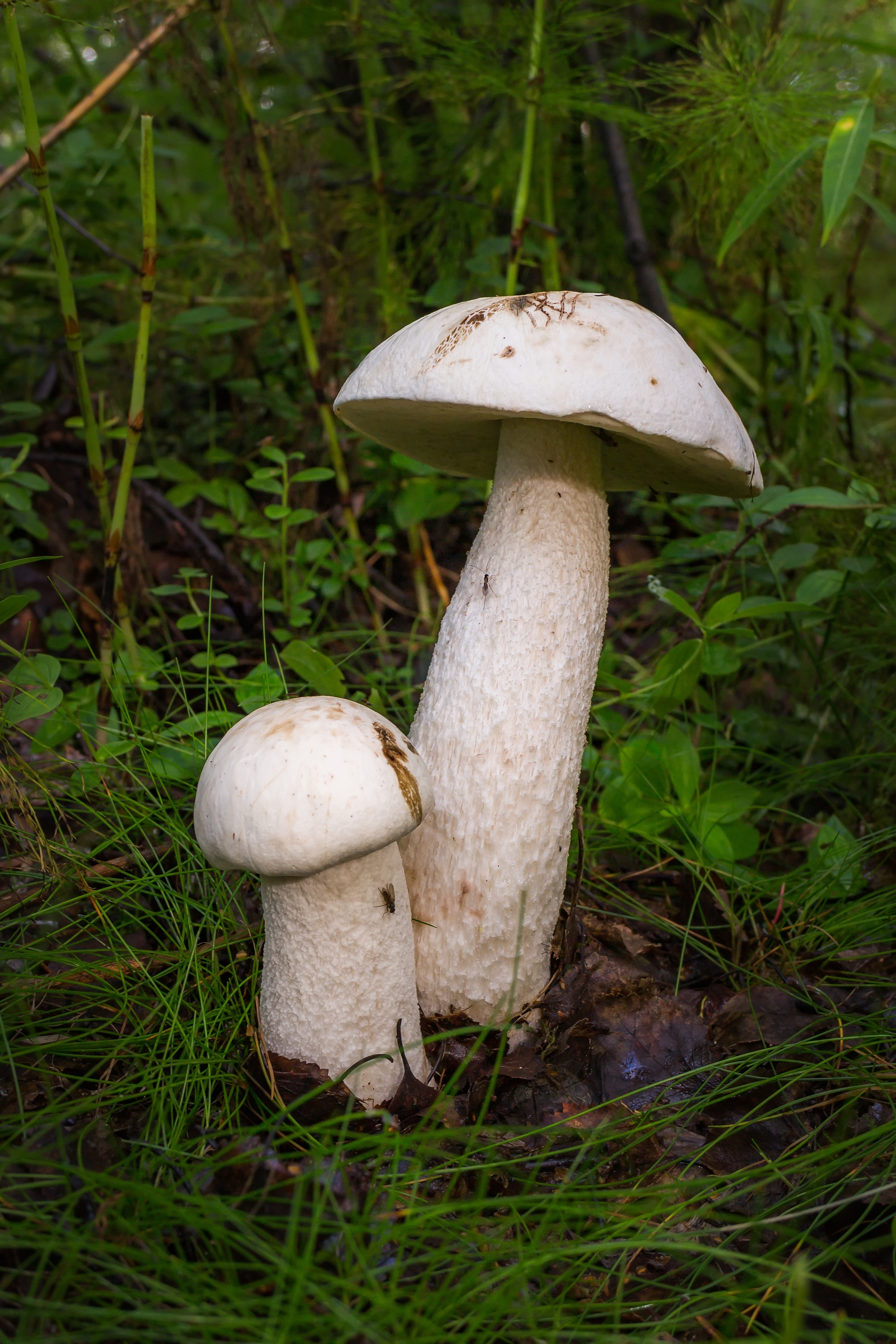
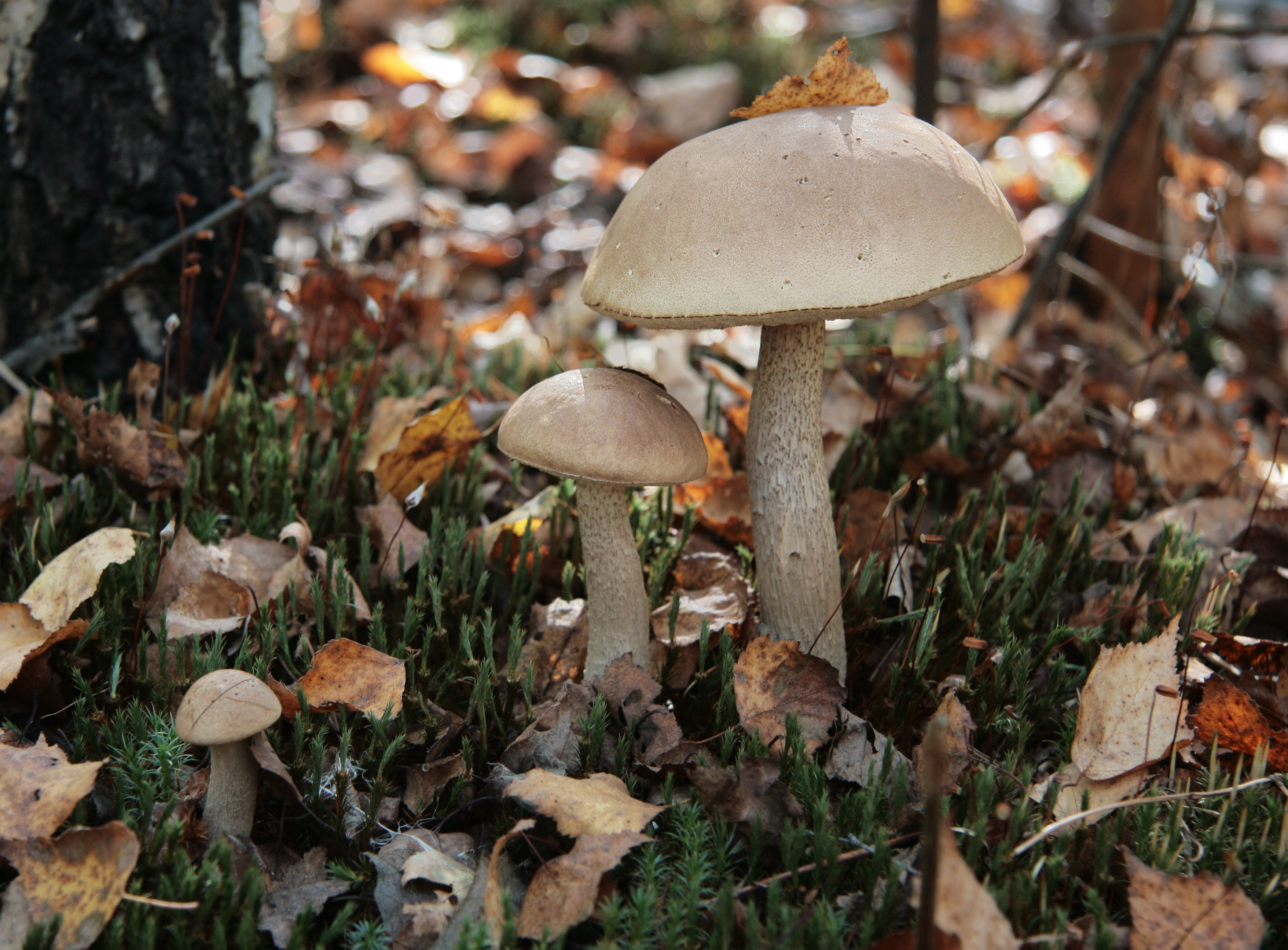
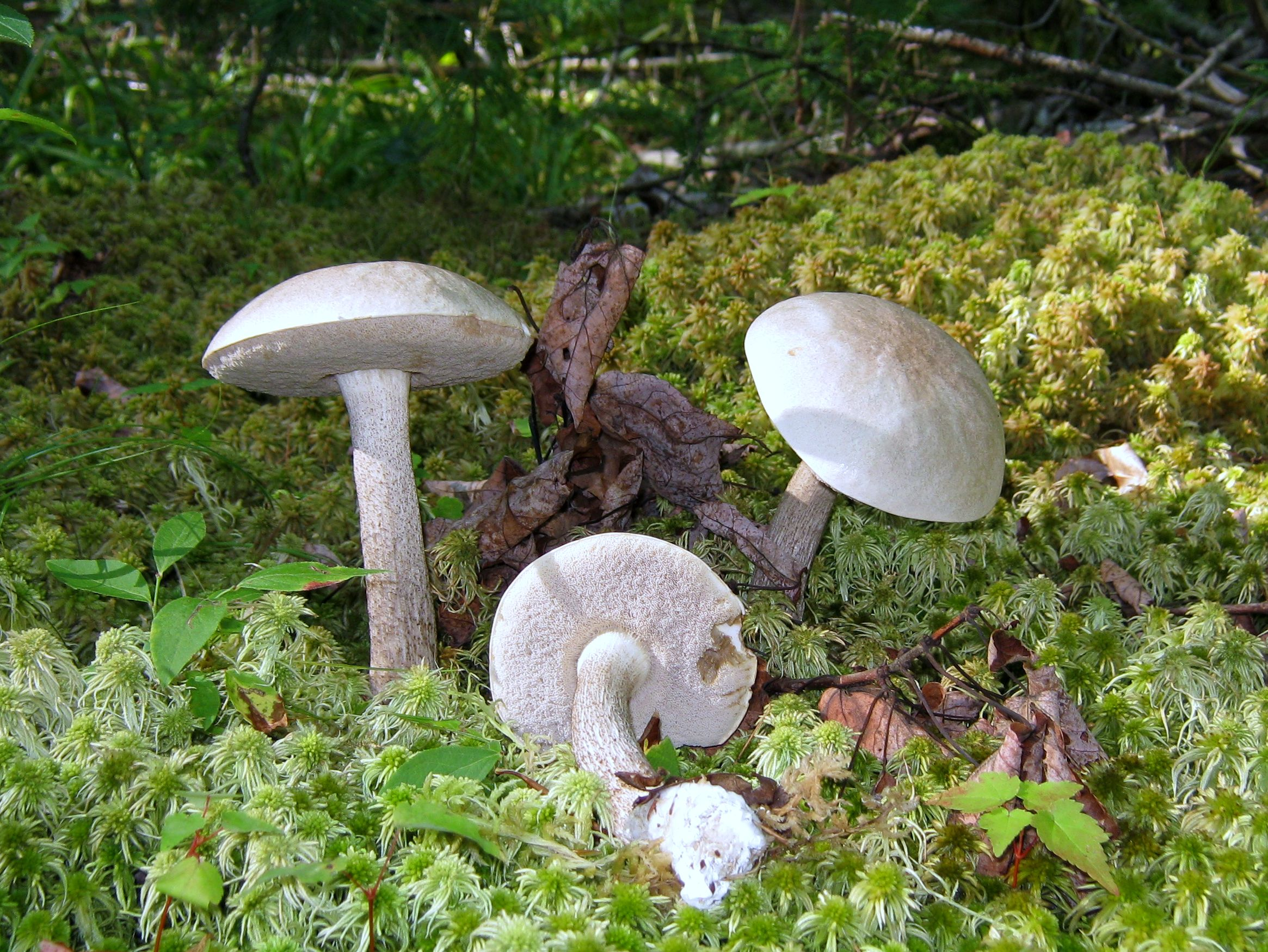
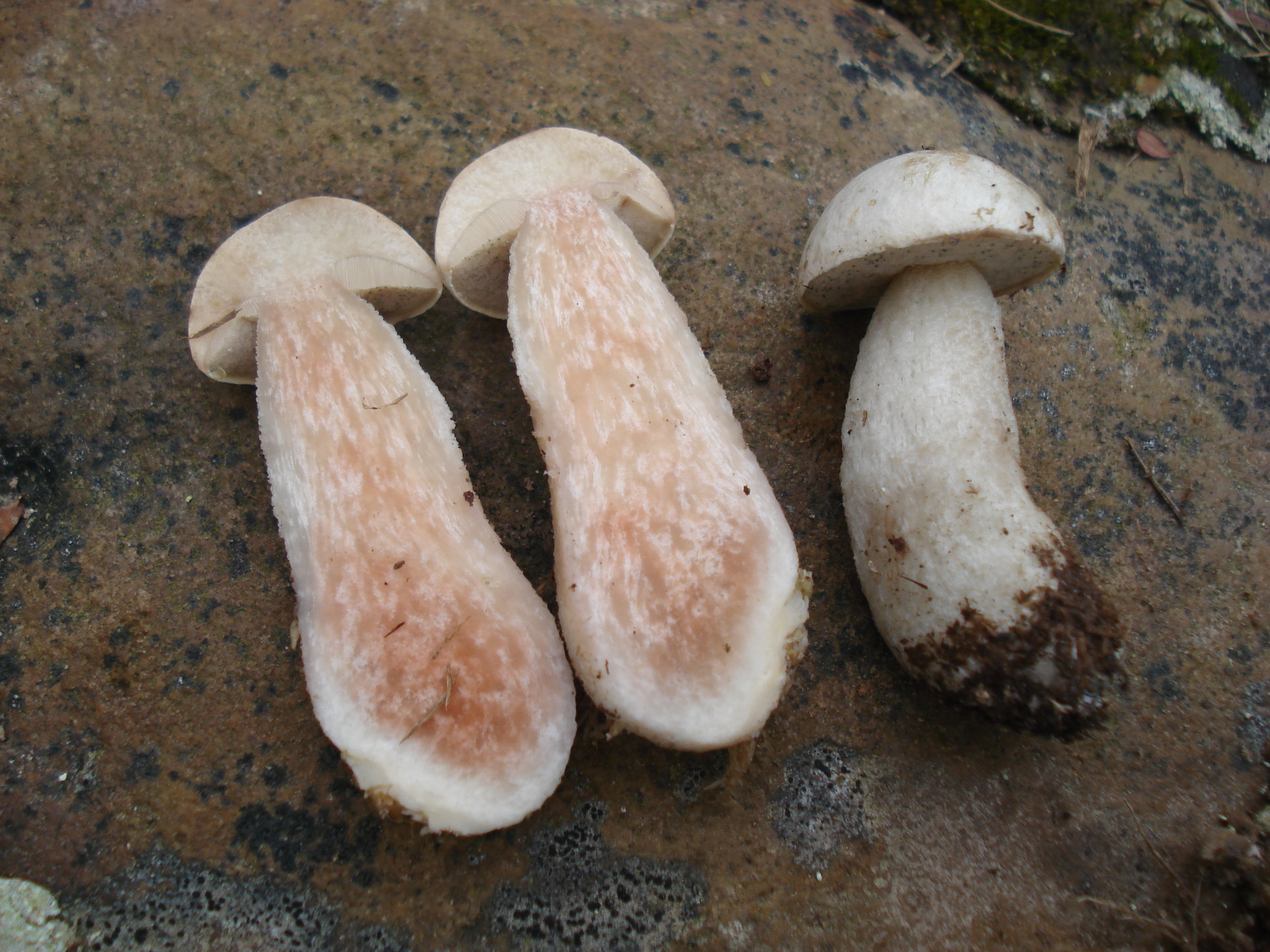
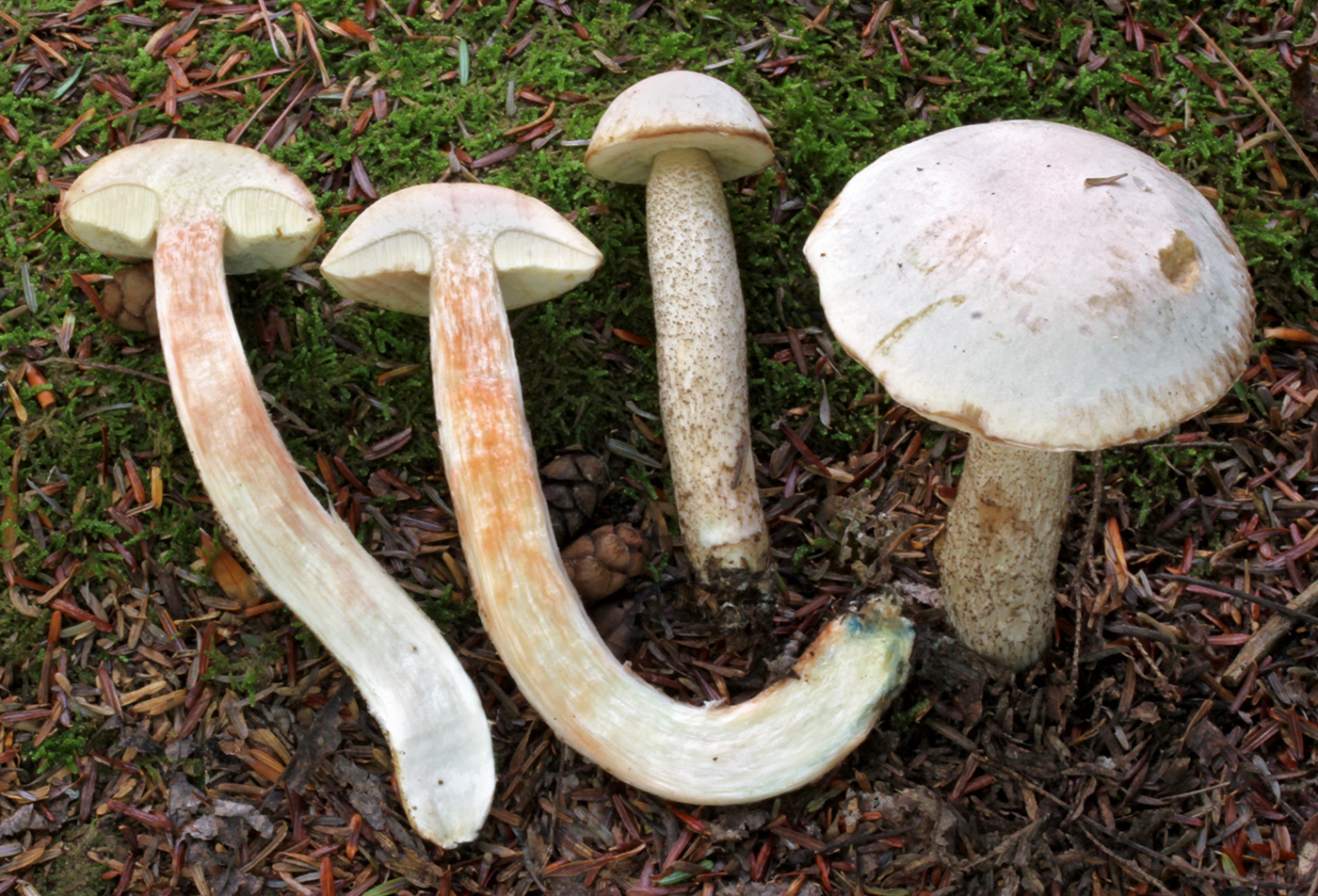

## Variétés et formes
Plusieurs formes de Leccinum holopus ont été décrites. Dans la forme aerugineum, décrite par Josef Šutara en 2009, la chair se décolore en vert après une blessure. Dans la variété americanum, décrite par Alexander H. Smith et Harry Delbert Thiers en 1971 à partir de collections faites dans le Michigan, la chair blessée se colore en rougeâtre. Lannoy & Estadès ont décrit Leccinum nucatum en 1993, un taxon qui a été publié plus tard (2007) comme variété nucatum de L. holopus.

## Habitat et distribution
Il s'agit un champignon ectomycorhizien, poussant en automne dans les marais et les tourbières, plus rarement dans des lieux plus secs, sous bouleaux (Betula). Plutôt rare.

## Statut de conservation

### Régional
- Auvergne-Rhône-Alpes : classement de cette espèce en catégorie NT (Quasi menacée) au niveau régional[10].
- Midi-Pyrénées : classement de cette espèce en catégorie NT (Quasi menacée) au niveau régional[11].
- Alsace : classement de cette espèce en catégorie NT (Quasi menacée) au niveau régional[12].
- Franche-Comté : classement de cette espèce en catégorie EN (En danger) au niveau régional[13].

## Comestibilité
Le Bolet blanc des marais est comestible. Comme toutes les espèces de Leccinum au sens large, ce bolet est un comestible médiocre, au pied fibreux indigeste souvent rejeté. Il est fréquemment recommandé de le cueillir jeune et de ne garder que le chapeau. Les Bolets rudes sont à l'origine de troubles gastro-intestinaux s'ils sont consommés crus ou mal cuits. De par sa rareté et sa difficulté d'identification, le Bolet blanc des marais ne fait état d'aucune consommation traditionnelle ou occasionnelle notable, de sorte qu'il peut être considéré comme sans intérêt alimentaire .

## Confusions possibles
- Le Bolet rude des bouleaux nains (Leccinum rotundifoliae) a une taille plus petite, un chapeau sans teinte verte à maturité et pousse sous les bouleaux nains. Sans intérêt alimentaire.
- Le Bolet rude à base bleue (Leccinum cyaneobasileucum) difficile à distinguer de L. holopus sans un recours à la microscopie (spores moins larges)[15]. Sans intérêt alimentaire.
- Le Cèpe blanc (Boletus edulis var. albus) possède une chair immuable et un pied plus obèse sans squamules, orné d'un réseau.